# Осечна (гмина, Лешненский повет)
Осечна (пол. Osieczna) — гмина (волость) в Польше, входит как административная единица в Лешненский повет, Великопольское воеводство. Население — 8538 человек (на 2004 год).

## Сельские округа
1. Войновице
2. Вольково
3. Витослав
4. Гродзиско
5. Джечково
6. Добрамысль
7. Езорки
8. Земнице
9. Клещево (сельский округ)
10. Конколево
11. Конты
12. Лонево
13. Мёнсково
14. Попово-Вонеске
15. Сверчина
16. Тшебаня
17. Франково

## Соседние гмины
1. Гмина Кшеменево
2. Гмина Кшивинь
3. Гмина Липно
4. Гмина Рыдзына
5. Гмина Смигель
6. Лешно